# Kaple Ježíšova (Osmussaar)
Kaple Ježíšova (est.: Jeesuse kabel, švéd.: Jesu Kapell) stojí na ostrově Osmussaar v kraji Läänemaa ve Finském zálivu v Baltském moři v Estonsku. Kaple z 18. století byla 6. března 2014 zapsána do seznamu kulturních památek Estonska pod číslem 30230.

## Historie
První dřevěná kaple na ostrově byla postavena pravděpodobně už v 16. století. V letech 1765–1766 byla postavena kamenná kaple. Dne 3. září 1766 byla kaple vysvěcena.
Kostel byl obehnán kamennou zdí s dřevěnou bránou. V roce 1852 byla na bráně umístěna socha Martina Luthera. Socha pocházela z britské lodi, která u ostrova ztroskotala.
Dne 12. června 1940 bylo nuceně přesídleno sedm rodin a ostrov zabrala Rudá armáda. Pamětní deska se jmény členů těchto rodin je umístěna na zdi kaple.
Během druhé světové války byla kaple poškozena a po jejím skončení kámen byl použit na výstavbu vojenských objektů na ostrově.
V roce 1994 byla vysvěcena nová zvonička postavená u zříceniny kaple původními obyvateli ostrova.
V letech 2008– 2012 byly zbytky kaple restaurovány, věž zastřešena. Opravy zabezpečila restaurátorská firma Osmussaare Külaühingu. 
Kolem kaple byl hřbitov obehnán kamennou zdí. Hřbitov byl poškozen při bombardování v roce 1941, kámen ze zdi byl použit na stavební účely.

## Popis
Jednolodní orientovaná kamenná stavba s kamennou věží v západním průčelí. Stavebním materiálem byl místní vápenec. Rozměry kaple byly 12 x 7 m, věž byla vysoká 10 m zakončená vysokou jehlanovou střechou. V kapli bylo 80 míst a každá rodina měla svou lavici. V současné době byla opravena věž a průčelí s částí zdí za průčelím.

## Galerie

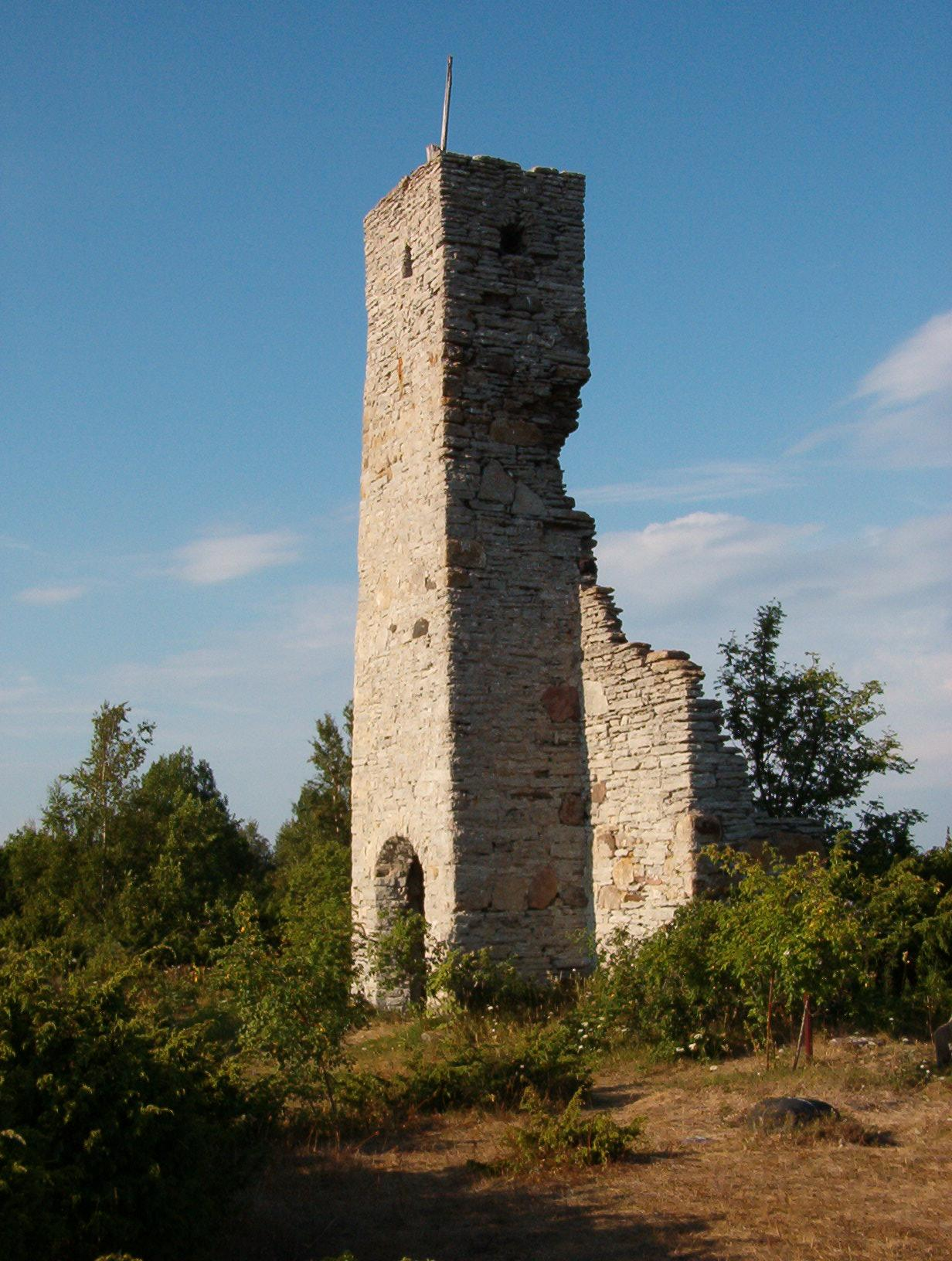
Zřícenina kaple Ježíšovy
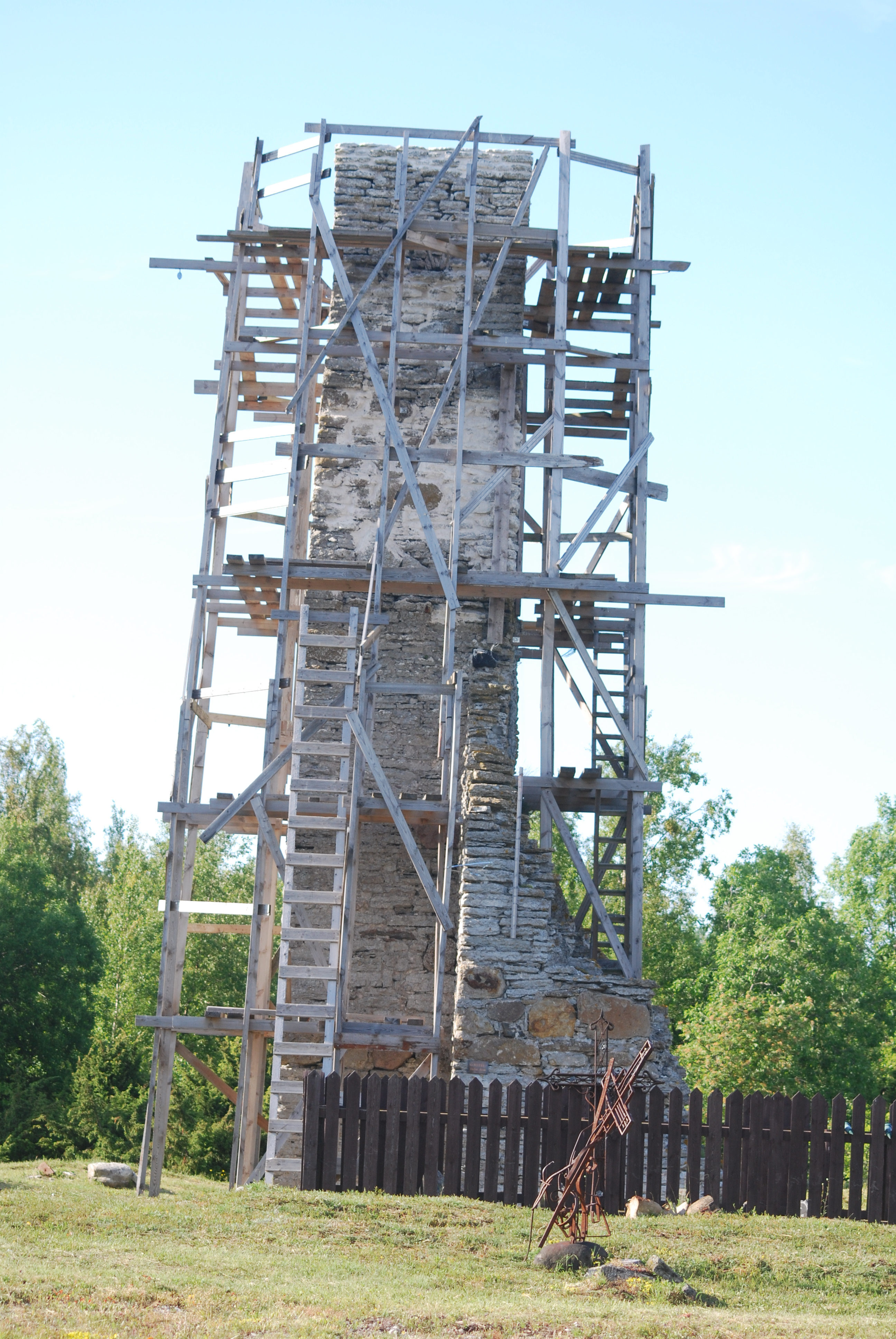
Rekonstrukce
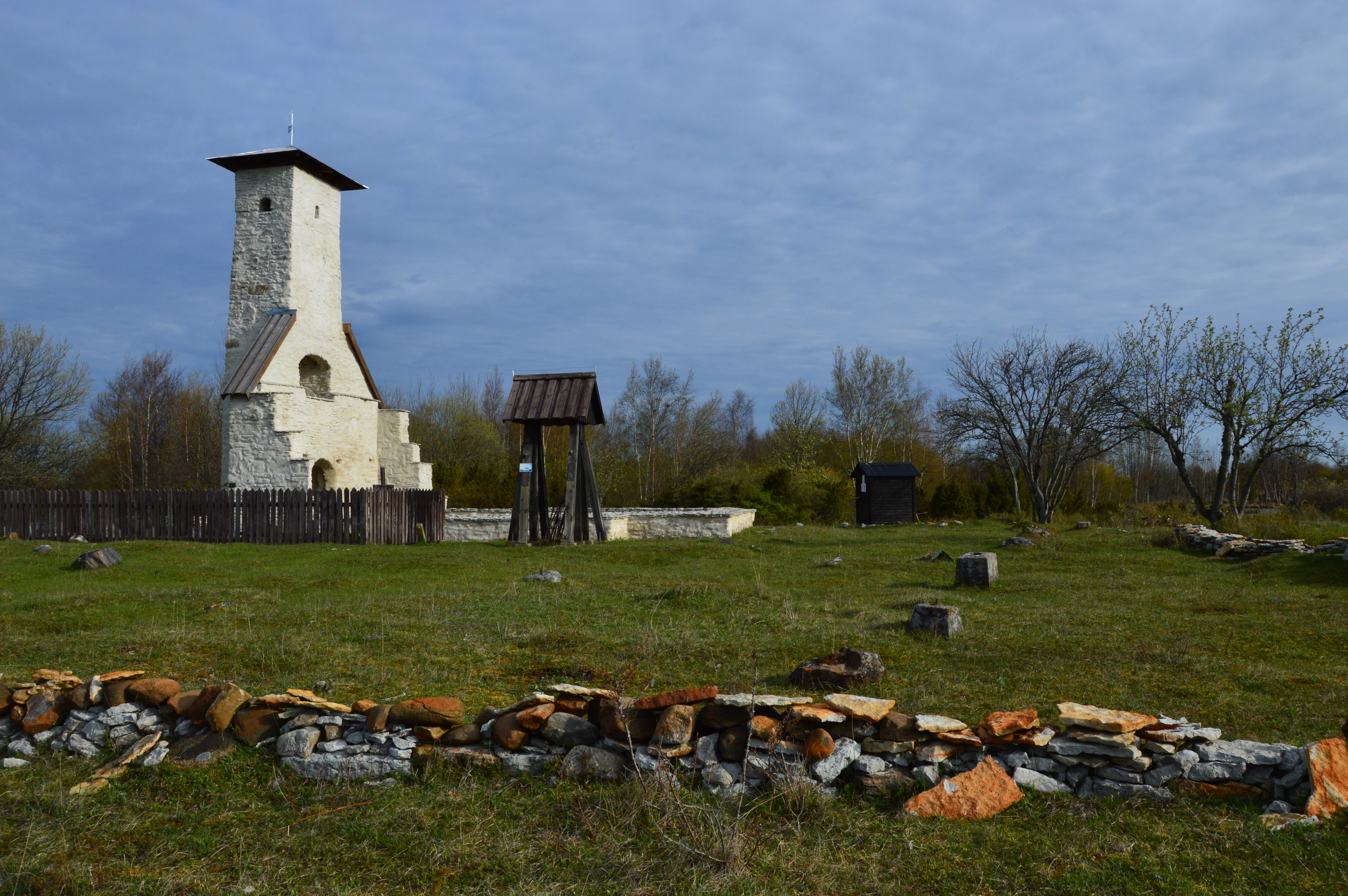
Opravená kaple se zvoničkou